# Arrhabaios (Sohn des Aeropos)
Arrhabaios (altgriechisch Ἀρραβαῖος Arrhabaíos; † 336 v. Chr.), aus der Lynkestis und Sohn des Aeropos, war mit seinem Bruder Heromenes im Jahr 336 v. Chr. angeblich in die Ermordung des makedonischen Königs Philipp II. durch Pausanias verwickelt. Bei der Leichenfeier Philipps wurden sie hingerichtet.
Ihr jüngerer Bruder Alexander „der Lynkeste“ verriet später Alexander den Großen und wurde 330 v. Chr. exekutiert. Arrhabaios hatte zwei Söhne, Amyntas († wohl 333 v. Chr.) und Neoptolemos. Während ersterer ein Offizier Alexanders des Großen wurde, floh der zweite an den Hof des persischen Großkönigs.